# Agapio di Gerapoli
Agapio di Gerapoli (... – 942) fu vescovo di Ierapoli Bambice (oggi Manbij) in Siria e storico vissuto tra il nono e il X secolo.

## Biografia
Appartenente alla Chiesa cattolica greco-melchita, fu fedele al Concilio di Calcedonia.
È l'autore di una storia universale in arabo, pervenutaci incompleta, divisa in due parti: dall'inizio del mondo alla venuta di Gesù Cristo e da Gaio Giulio Cesare al 942.

## Opere
La Storia universale di Agapio inizia con una prefazione in cui l'autore dichiara, tra le altre cose, di voler enumerare tutti gli eventi meravigliosi che sono accaduti sin dalle origini del mondo. 
L'opera inizia con un'illustrazione delle meraviglie del mondo antico, prosegue con i fatti narrati nel libro della Genesi e si dilunga in un excursus sulla divisione della terra secondo fasce climatiche, desunta da Tolomeo. Dopo un racconto che cerca di spiegare le origini del politeismo, la narrazione prosegue con le vicende bibliche, giungendo sino ad Alessandro Magno. 
Agapio passa poi a riferire della traduzione greca della Bibbia operata dai Settanta, riporta la questione della Torah ebraica ai tempi di Costantino il Grande e racconta di una profezia dell'arcangelo Gabriele sulla fine dei tempi. La storia prosegue con il racconto delle vicende dei re di Persia e dei sovrani Lagidi. Le vicende greche sono narrate a partire dalle imprese leggendarie di Zeus e di Eracle. 
Con la nascita di Cristo termina la prima parte dell'opera; la seconda segue le vicende romane e bizantine da Giulio Cesare all'epoca di Costantino VII Porfirogenito.

### Traduzioni in italiano
- Agapio di Gerapoli, Storia universale, trad. di Bartolomeo Pirrone, coll. Studia Orientalia Christiana, Milano, Terra Santa, 2013, ISBN 978-8862401647

### Studi
- (DE)  Georg Graf, Geschichte der arabischen christlichen Literatur, volume 2. Lists manuscripts of the work.